# Sigge Ericsson
John Sigvard ”Sigge” Ericsson, född 17 juli 1930 i Alanäs, Jämtland, död 2 november 2019, var en svensk skridskoåkare.
Sigge Ericsson tävlade för IF Castor i Östersund och vann sammanlagt 16 SM-guld, 11 individuella och 5 i stafett under åren 1952–1962. 
Han utgav år 1956 självbiografin Vinnande skär.

## Meriter
- 11 individuella SM-guld på distanser från 1 500 - 10 000 meter.
- EM 1954 - sammanlagt brons i Davos
- VM 1954 - sammanlagd 4:a i Sapporo
- EM 1955 - sammanlagt guld i Falun
- VM 1955 - sammanlagt guld i Moskva
- 1955 - Svenska Dagbladets guldmedalj
- EM 1956 - sammanlagt brons i Helsingfors
- Olympiska vinterspelen 1956 – silver på 5 000 meter.
- Olympiska vinterspelen 1956 – guld på 10 000 meter.